# Chip Bailey (syndicaliste)
Pour les articles homonymes, voir Chip Bailey et Bailey.
Reginald John Bailey, dit Chip Bailey, est un chauffeur de taxi, communiste et syndicaliste néo-zélandais, né le 16 mars 1921 à Bleinheim et mort le 25 avril 1963 à Dunedin. Il est l'un des leaders du syndicalisme néo-zélandais des années 1950.